# Georgia Ruth
Georgia Ruth (* 5. ledna 1988) je velšská zpěvačka a harfistka.
Narodila se v Cardiffu, ale vyrůstala ve městě Aberystwyth. Již od dětství se učila jak anglicky, tak i velšsky a později zpívala v obou jazycích. Na harfu začala hrát ve svých sedmi letech. V roce 2008 vystupovala na festivalu Glastonbury. Roku 2009 dokončila studia anglické literatury na Cambridgeské univerzitě a roku 2011 vydala svou první nahrávku, EP s názvem In Luna. První dlouhohrající desku Week of Pines vydala o dva roky později a získala za ni Welsh Music Prize. Její další alba, Fossil Scale (2016), Mai (2020) a Cool Head (2024), byla rovněž nominována na Welsh Music Prize.
Roku 2014 zpívala a hrála na harfu v písni „Divine Youth“ z alba Futurology velšské rockové skupiny Manic Street Preachers. Její píseň „Sbia ar y Seren“ vyšla na charitativním kompilačním albu Reach Out: Welsh Rock for Refugees (2015).
Jejím rodným jménem je Georgia Ruth Williams, později však příjmení přestala používat.

## Diskografie
- In Luna (EP; 2011)
- Week of Pines (2013)
- Fossil Scale (2016)
- Mai (2020)
- Cool Head (2024)